# Citogenètica

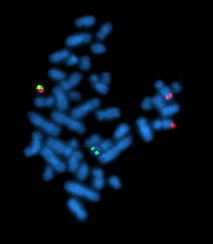
Metafase vista usant el mètode FISH

La citogenètica és la branca de la genètica que estudia l'estructura i la funció cel·lular, especialment dels cromosomes.

## Història

### Primers passos
Els cromosomes van ser observats per primera vegada en cèl·lules de plantes per Karl Wilhelm von Nägeli el 1842. El comportament dels cromosomes en cèl·lules animals (de salamandra) va ser descrit per Walther Flemming, qui també és el descobridor de la mitosi, el 1882.
El següent estadi de desenvolupament de la citogenètica va ocórrer a principi del segle xx, quan es va poder veure que el conjunt de cromosomes (el cariotip) era el portador dels gens. Levitsky sembla que va ser el primer a definir el cariotip com l'aparença fenotípica dels cromosomes somàtics en contrast amb el seu contingut genètic. La recerca científica del cariotip humà va necessitar molts anys per a poder establir la pregunta bàsica: quants cromosomes conté una cèl·lula humana diploide normal? El 1912, Hans von Winiwarter comptabilitzà 47 cromosomes en espermatogonis i 48 en oogonis. Painter el 1922 es va atansar al nombre de cromosomes humans, dubtant entre 46 i 48,però va decidir-se per 46. Més tard va revisar la seva opinió cap al nombre de 48 en canvi correctament va insistir en el sistema de determinació del sexe humà a base dels cromosomes X i cromosomes Y.
Fins a la meitat de la dècada de 1950 no va acceptar-se de forma general que els cariotips humans contenien només 46 cromosomes. En canvi els grans simis sí que tenen 48 cromosomes, ja que el cromosoma 2 humà es va formar per una fusió de cromosomes, que així en reduí el nombre total.

## Aplicacions en biologia

### El treball de McClintock en la dacsa
Barbara McClintock començà la seva carrera com a citogenecista del blat de moro El 1931 McClintock i Harriet Creighton demostraren que la recombinació citològica de cromosomes marcats estava correlacionada amb la recombinació de característiques genètiques. En el curs de la seva investigació va descobrir els transposons cosa que li valgué l'obtenció d'un premi Nobel el 1983.

#### Poblacions naturals deDrosophila
En la dècada de 1930 Dobzhansky i els seus col·laboradors recolliren dípters de Drosophila pseudoobscura i D. persimilis de poblacions silvestres a Califòrnia i els estats limítrofs. Usant la tècnica de Painter estudiaren un tipus de cromosoma i descobriren que les poblacions silvestres d'aquests dípters eren polimòrfiques en el que fa a les inversions cromosòmiques. Totes aquestes mosques tenien el mateix aspecte malgrat les inversions que portessin: aquest era un exemple de polimorfisme ocult.
Les evidències apuntaven que la responsable era la selecció natural. Fent servir un mètode inventat per L'Heretier i Teissier, Dobzhansky crià drosòfiles en gàbies de població on es podien alimentar i criar però no escapar-se. Així evitava que les migracions d'insectes interferissin en les investigacions. Com a resultat Dobzhansky va observar que les formes dels cromosomes havien estat mantingudes en la població per l'avantatge selectiu que representava el polimorfisme dels heterocigots.

## Anormalitats en humans i aplicacions mèdiques

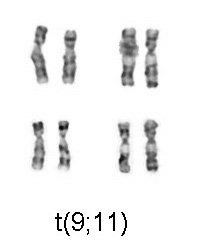
translocació 9;11 associada amb AML

Una vegada que es va aconseguir enumerar els cromosomes, la recerca científica es va centrar en les aberracions cromosòmiques o en les diferències en el nombre de cromosomes. En la congènita síndrome de Down, la citogenètica comprovà que el defecte era una trisomia simple (trisomia del cromosoma 21). El 1959 Lejeune descobrí que els afectats per la síndrome de Down tenien una còpia addicional del cromosoma 21.
Altres anormalitats numèriques són les dels cromosomes sexuals. Una persona que només té un sol cromosoma (el cromosoma X) pateix la síndrome de Turner, quan hi ha un cromosoma X addicional en un mascle, en total resulten 47 cromosomes, i es té la síndrome de Klinefelter. Moltes altres combinacions de cromosomes són compatibles amb el naixement incloent-hi XXX, XYY, i XXXX. La capacitat dels mamífers per tolerar aneuploidies en els cromosomes sexuals sorgeixen de la capacitat d'inactivar-les, la qual cosa cal en femelles normals per compensar el fet de tenir dues còpis del cromosoma.
La trisomia 13 està associada a la síndrome de Patau i la trisomia 18 amb la síndrome d'Edwards.
El 1960, Peter Nowell i David Hungerford descobriren un petit cromosoma en la sang d'un pacient amb leucèmia aguda mieloide. A aquest cromosoma anormal se'l va conèixer, informalment, com el cromosoma de Filadèlfia. Janet Rowley 13 anys més tard va demostrar que aquest cromosoma s'havia format per translocació dels cromosomes 9 i 22. La identificació del cromosoma de Filadèlfia serveix actualment per a diagnosticar aquest tipus de leucèmia

### Arribada de la tècnica de bandes

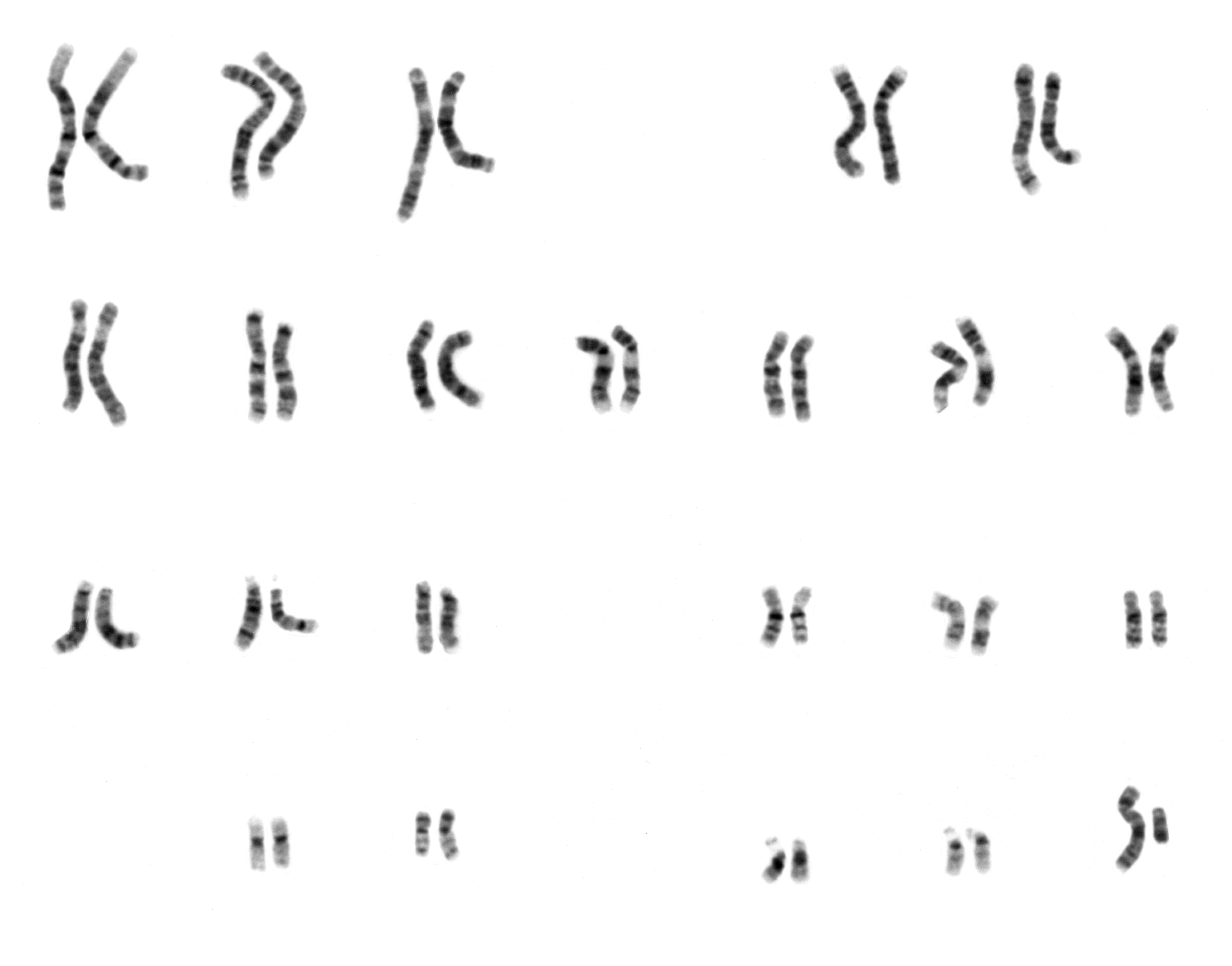
Cariotip humà masculí

A finals de la dècada de 1960 Caspersson desenvolupà les tècniques de bandes que diferencien cromosomes tintats. Això permet diferenciar cromosomes de la mateixa mida i també determinar els punts de ruptura i els cromosomes constituents implicats en la translocació cromosòmica.
Els diagrames que identifiquen els cromosomes basant-se en el patró de les bandes que presenten s'anomenen mapes citogenètics. Aquests mapes han esdevingut la base pels camps prenatals i oncològics quan se cerquen alteracions cromosòmiques.

### Inici de la citogenètica molecular
En la dècada de 1980 es van fer avenços en el camp de la citogenètica molecular. Mentre que des de 1969 es combinava el isòtops radioactius amb ADN a partir de 1980 es van fer servir les sondes fluorescents (Tècnica FISH. (fluorescent in situ hybridization).

## Tècniques

### Anàlisi de rutina
L'anàlisi de rutina es refereix a l'anàlisi de la metafase dels cromosomes en bandes. Encara no es coneix el mecanisme molecular que fa que les bandes presentin un patrons únics (quan es fan servir uns additius determinats).

#### Preparacions de portaobjectes
Cel·lules de la medula òssia, sang, fluid amniòtic, sang del cordó umbilical, tumors, i teixits (incloent-hi la pell, el fetge, etc.) poden ser cultivades usant tècniques tipificades per tal d'incrementar-ne el nombre. Un inhibidor de la mitosi (com la colquicina) s'afegeix al cultiu. Parant d'aquesta manera la divisió cel·lular de la mitosi, s'obtenen més cèl·lules mitòtiques per analitzar. Aquestes cèl·lules són centrifugades i els additius són reemplaçats per una solució hipotònica que fa que els cromosomes s'inflin i s'estenguin sobre un vidre portaobjectes.

#### Anàlisi
L'anàlisi de les bandes es fa en un microscopi. Generalment s'analitzen 20 cèl·lules.

## Futur de la citogenètica
Els avenços se centren en la citogenètica molecular incloent sistemes automatitzats per comptar els resultats de les tècniques de fluorescència i la cariotipia virtual com també la hibridació genòmica comparativa i la selecció de polimorfisme de nucleòtids.